# Westmoreland (Tennessee)
Pour les articles homonymes, voir Westmoreland.
Westmoreland est une municipalité américaine située dans le comté de Sumner au Tennessee. Selon le recensement de 2010, elle compte 2 206 habitants et s'étend sur 3,94 milles carrés (10,2 km2).

## Histoire
La localité est fondée au début du XIXe siècle par des colons originaires de Virginie et Caroline du Nord. D'abord appelée Coatestown et Staleyville, elle est renommée en référence au comté anglais de Westmoreland.
Westmoreland devient une municipalité en 1901. Gravement touchée par la Grande Dépression, la ville perd son statut de municipalité en 1931, avant de la retrouver vingt ans plus tard.